# مشير أباد (مياندوآب)
مشير أباد هي قرية في مقاطعة مياندوآب، إيران. يقدر عدد سكانها بـ 66 نسمة بحسب إحصاء 2016.